# ジュリアーノ・ヴァンジ

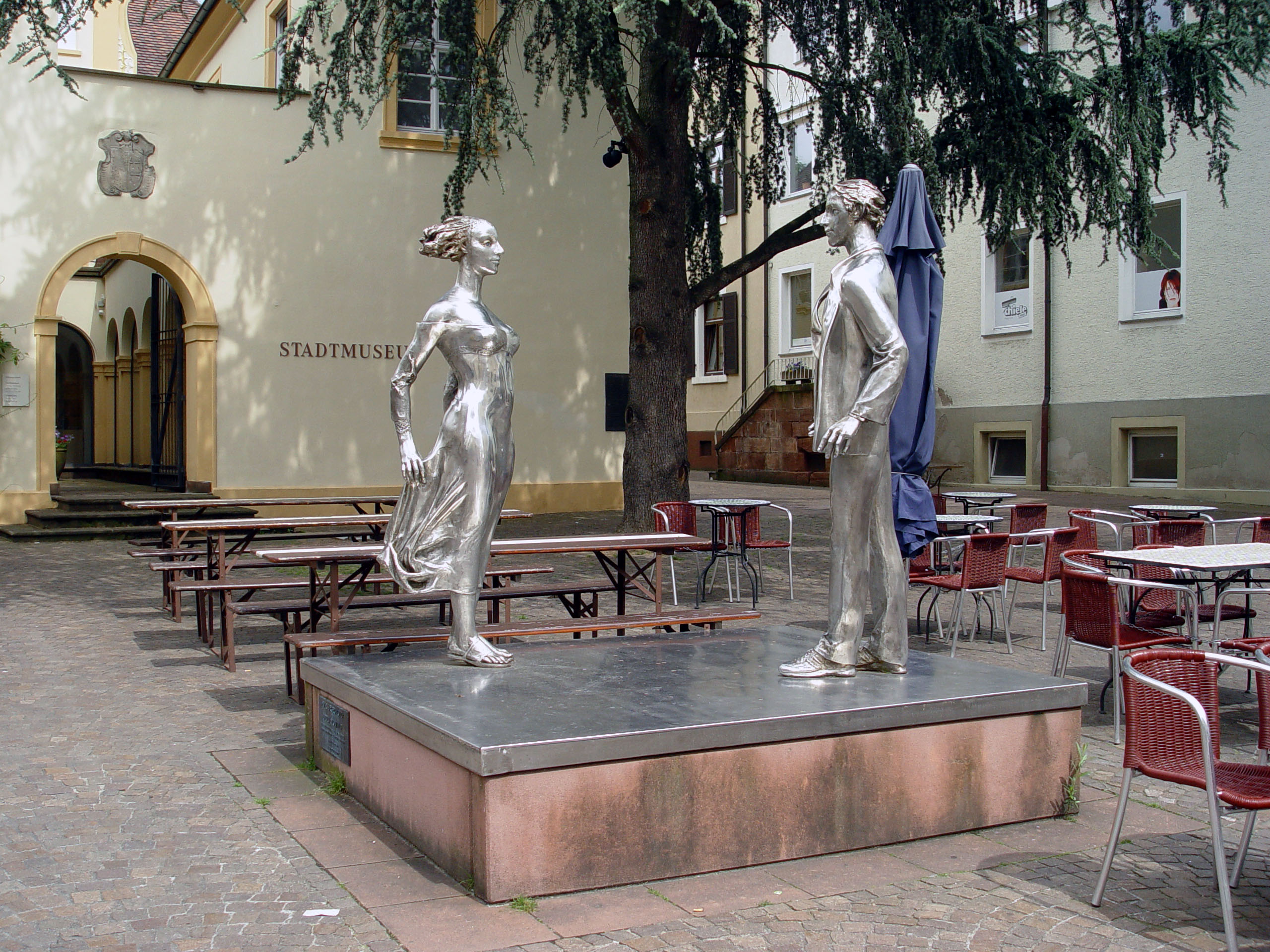
ラシュタットにある"The meeting".

ジュリアーノ・ヴァンジ（イタリア語: Giuliano Vangi, 1931年3月13日 - 2024年3月26日）は、イタリアの彫刻家。

## 生涯
ヴァンジはトスカーナ州フィレンツェ県バルベリーノ・ディ・ムジェッロに生まれ、フィレンツェ美術学校で学んだ。1959年にブラジルへ移り、水晶や鉄、鋼鉄を材料とした抽象作品を制作した。1962年にイタリアへ戻り、ヴァレーゼを拠点とし、後にペーザロへ移った。その後、フィレンツェのアカデミア・デッレ・アルティ・デル・ディゼーニョ、ローマの聖ルカアカデミー、教皇庁美術・文芸アカデミーの一員となり、イタリアの多くの場所で作品展示を行った。
これまでの作品には、フィレンツェの「洗礼者ヨハネ (la statua di San Giovanni Battista)」、シエーナのポスティエルラ広場 にある「雌オオカミ (La Lupa)」、パドヴァ大聖堂の十字架像と新装の内陣用彫刻、ピサ大聖堂の正餐台、バチカン美術館入口の彫刻などがある。
1998年アントニオ・フェルトリネッリ賞、2002年高松宮殿下記念世界文化賞彫刻部門受賞。
なお、日本では静岡県長泉町のクレマチスの丘にヴァンジ彫刻庭園美術館があったが、新型コロナウイルス禍などの影響で2023年（令和5年）9月末で閉館した。
2024年3月26日にペーザロの自宅で白血病により死去。93歳没。

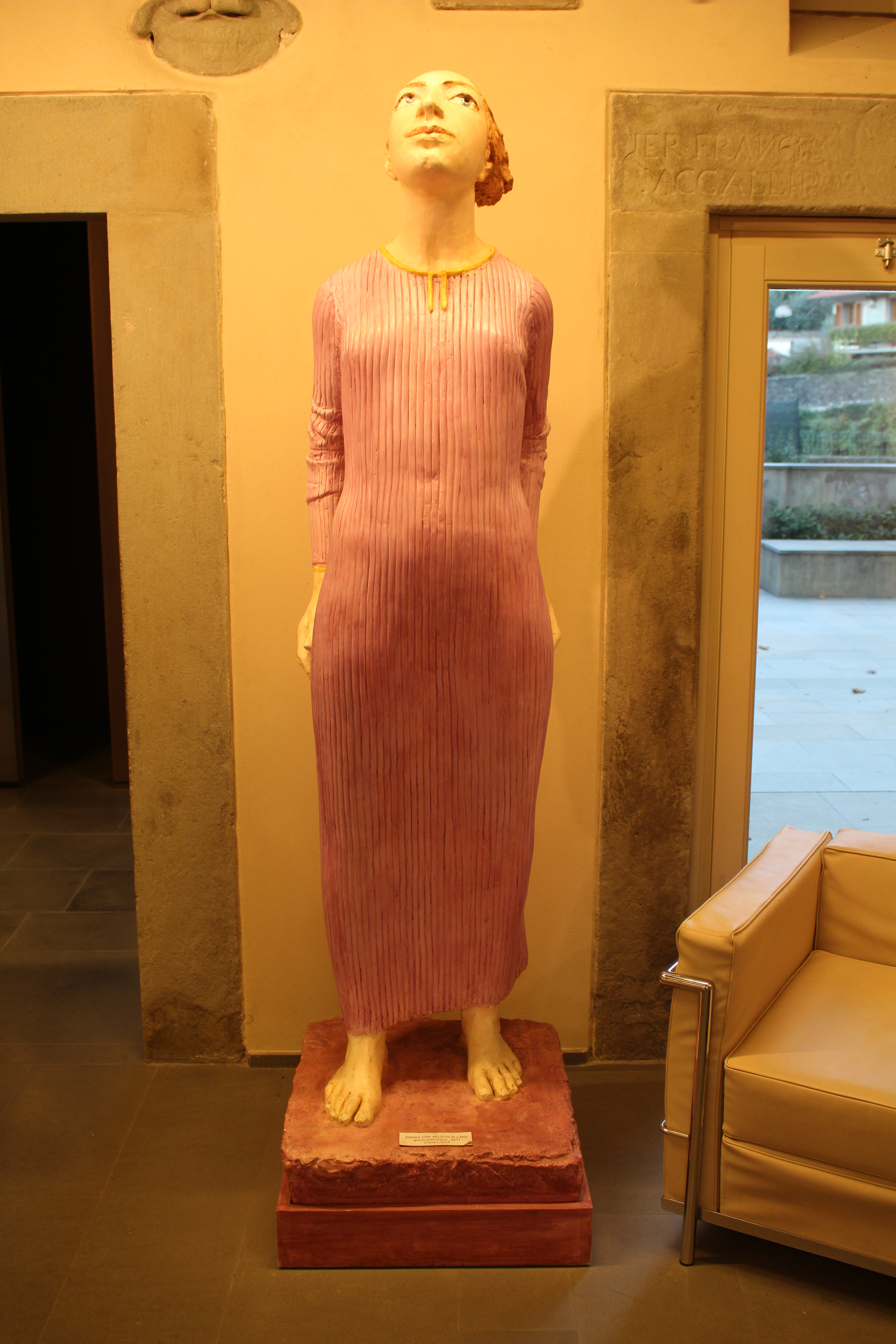
パラッツォ ・プレトリオ（英語版）にある銅像
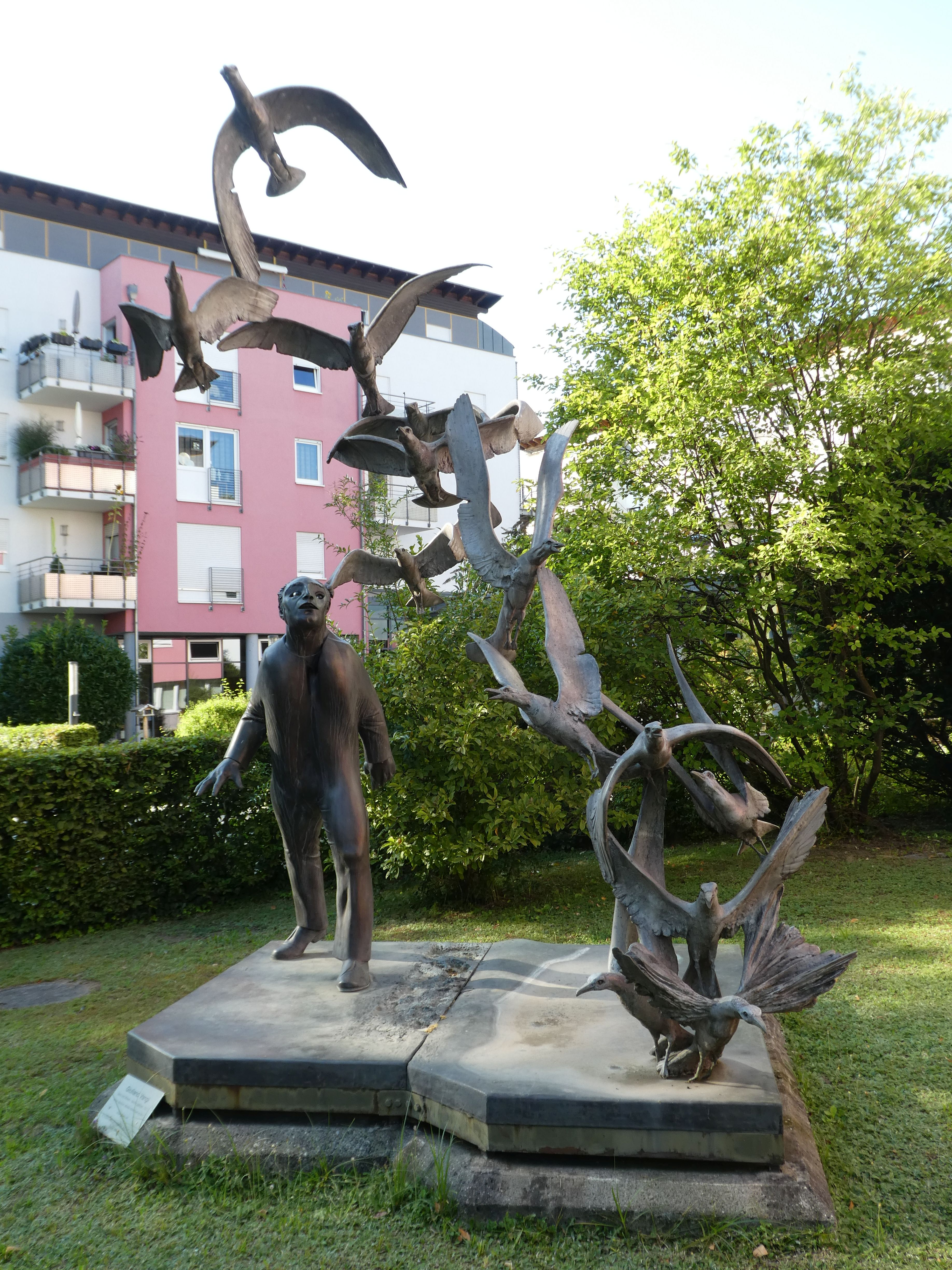
バーデン＝バーデンにある作品「Mann und Möwen」（2020年）
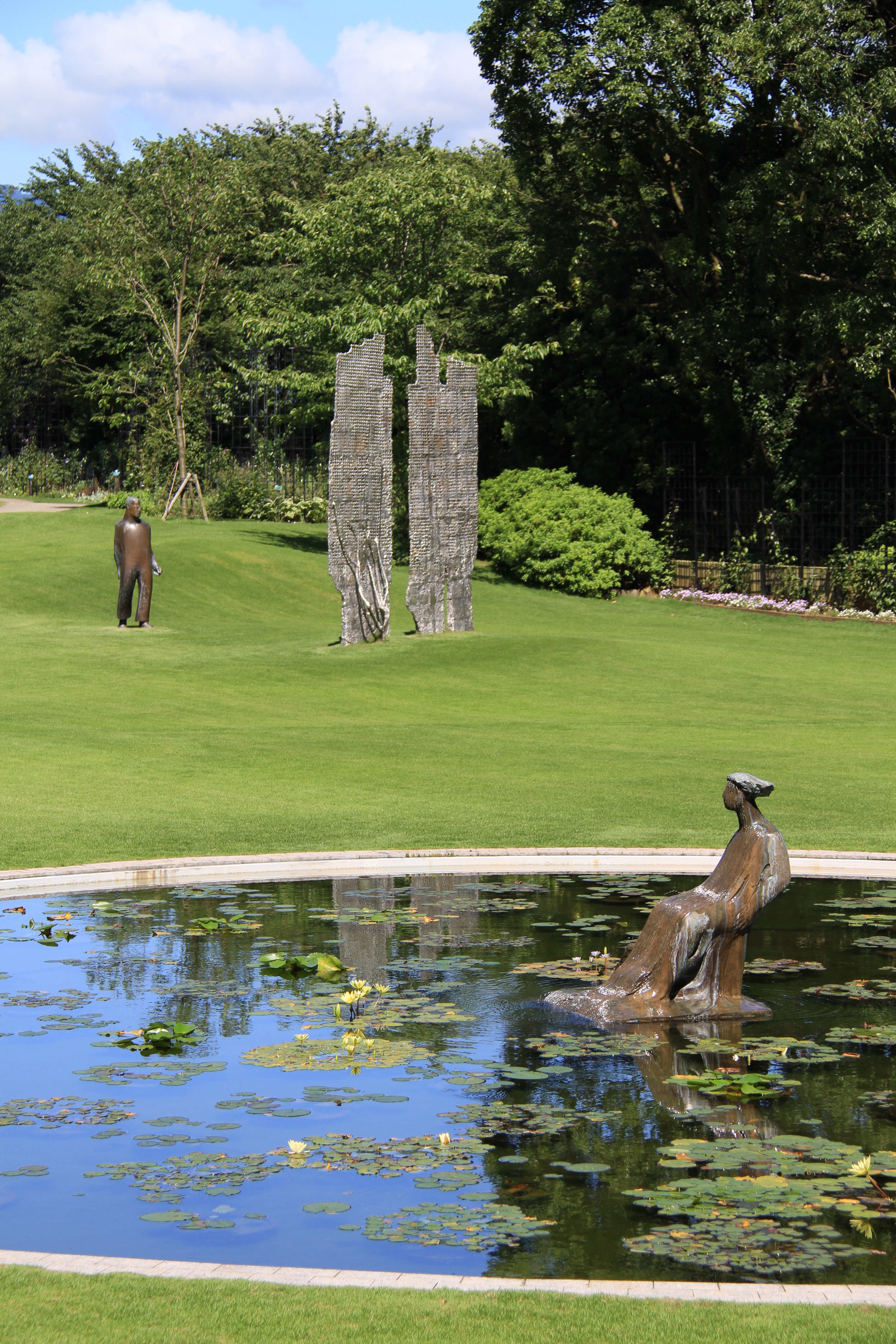
閉館した静岡県長泉町のヴァンジ彫刻庭園美術館